# Moda gotica

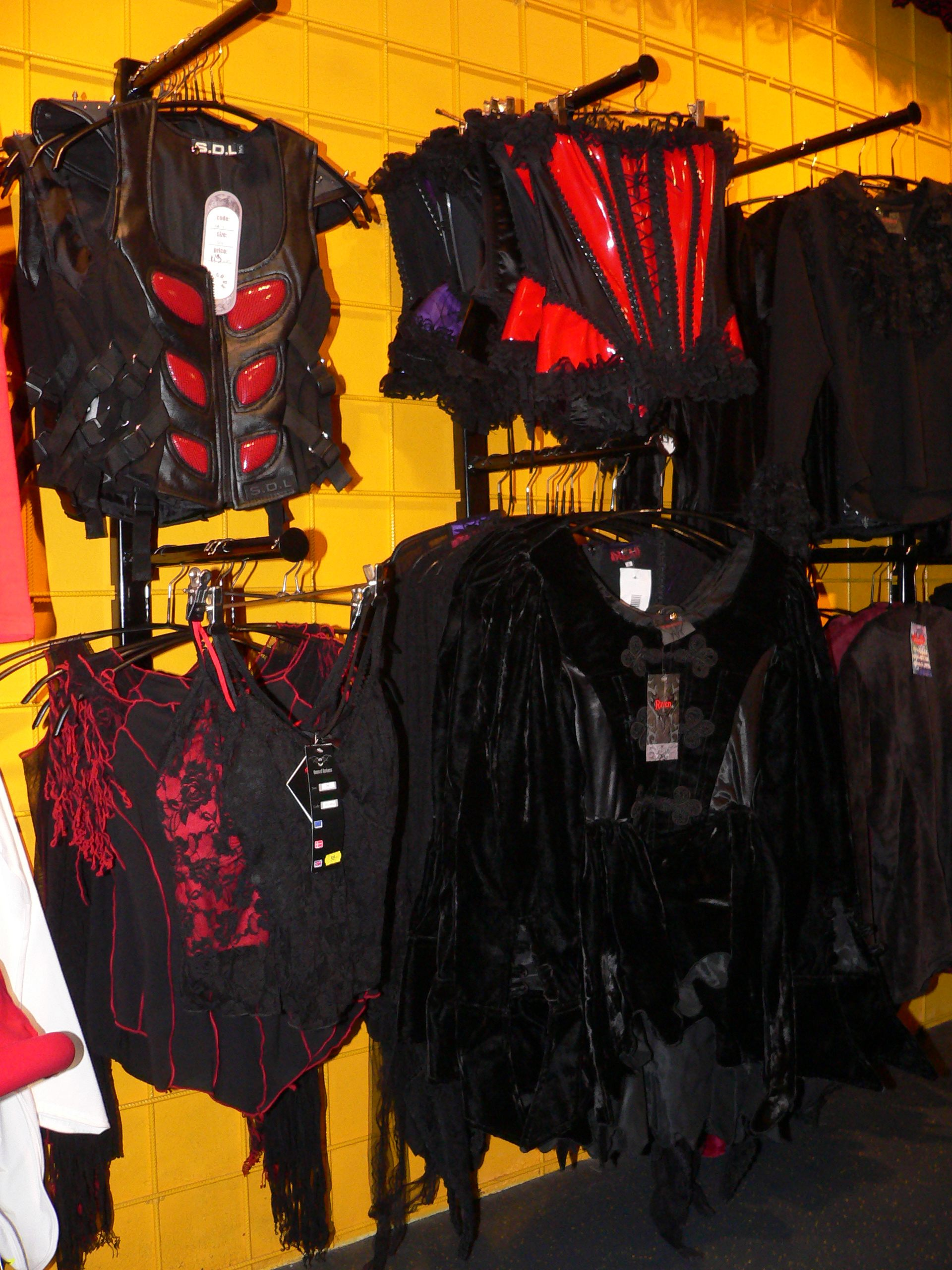
Un quadro che riassume i vari tipi di moda gotica: in alto a sinistra un capo cyber-goth, sulla destra un corsetto fetish e in basso due capi romantic goth.

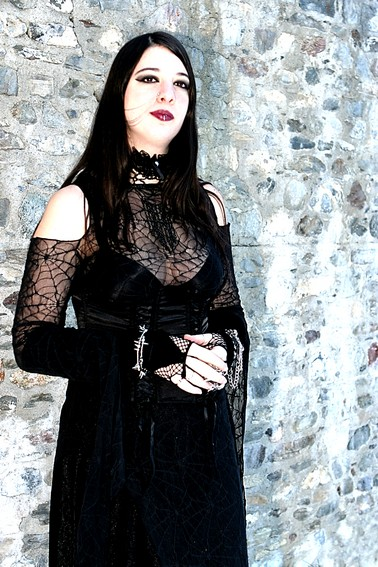
gothic look.

La moda gotica o moda goth, talvolta chiamata moda dark solo in Italia, è un termine che sta ad indicare vari tipi di abbigliamento e di stili estetici che caratterizzano le diverse categorie del movimento gotico. La caratteristica che accomuna tutte le varie sottocategorie di moda goth è la tendenza ad usare il colore nero. Questo abbigliamento è stereotipato come dark, oscuro, a volte morboso, erotico o esageratamente enfatizzato, quasi camp. La tipica moda gotica include dettagli come lo smalto nero, rossetto nero, i vestiti neri, collane, ciondoli e anelli argentati e non dorati, borchie, croci, trucco e capelli neri, piercing e catene.
In alcune categorie di moda gotica, buone quantità di accessori sono ispirati alla moda vittoriana.

## La moda gotica come estensione di più identità
La moda gotica comprende vari tipi di mode che sono l'espressione di identità delle diverse categorie dei movimenti gotici, ognuno di essi correlati a determinati generi musicali e attitudini relative.
Tra i primi movimenti socio-musicali a cui venne affibbiata l'etichetta di gotico ci fu quello derivato dal movimento punk negli anni'80.
In quel caso il termine gothic fu un caso, infatti la parola venne usata da Ian Astbury per descrivere Andi Sex Gang cantante degli inglesi Sex Gang Children come un "gothic pixie" in virtù del modo in cui ballava e si muoveva. In seguito molte riviste musicali come New Musical Express e Sounds colsero l'attimo e iniziarono ad usare il termine per indicare quel determinato genere musicale relativo a quel particolare movimento sociale che, derivando dal punk, faceva rimanere intatta la sua attitudine di protesta contro la società.
Successivamente il termine gothic iniziò ad avere anche una connotazione "descrittiva", e nacquero altri movimenti socio-musicali diversi da quello inglese, descritti come "gotici" non più per semplice caso, bensì per il fatto che si basavano sulle caratteristiche della letteratura gotica sia a livello di tematiche, sia di attitudine che di generi musicali.

## I diversi tipi di moda gotica

### Gothic punkispirato alla corrente musicalegothic/post punkinglese
Il post-punk e la moda derivata da esso è stata un'importante ispirazione per la moda gotica. Infatti è l'unica influenza, insieme a quella batcave (termine derivante dall'omonimo locale Batcave), ad essere riferita al movimento originale punk.
Il dettaglio più risaltante e tipicamente d'origine è la pettinatura: il cranio viene tutto o parzialmente rasato, i capelli colorati o decolorati (spesso con colori insoliti) e la lacca è fortemente usata, date le forme verticali delle acconciature.
Indumenti come gonne tagliate, calze a rete strappate, accessori come manette, piercing e catene sono associati alla libertà sessuale ripresa dal tema punk, così come il gusto della provocazione, enfatizzato da un trucco pesante ed incisivo. La volontà di distinguersi in una società giudicata troppo conformista si traduce in dei codici d'abbigliamento opposti a quelli utilizzati normalmente. I gioielli sono argentati e non dorati; gli abiti sono strappati, lacerati ed arricchiti da dettagli come spille, ricami, pezze o toppe. Alcuni capi sono molto strutturati, come ad esempio i pantaloni con numerosi lacci, inserti metallici, cerniere. La maggior parte dei vestiti sono fabbricati in casa, spesso dalla persona che li indossa.
Le scarpe sono degli stivaletti o anfibi voluminosi e colorati, specialmente Dr. Martens, in opposizione quelle classiche e discrete.
Con il successo dei The Cure e dei Siouxsie and the Banshees, questo tipo di moda gotica comincia a diventare uno stile autonomo, anche grazie al Batcave, un locale considerato il punto d'incontro per eccellenza dei primi goth. Inizialmente viene considerato uno stile sobrio, dato che prevede un accentuato uso del colore nero, senza gli eccessi che sarebbero nati poco tempo dopo. Predominano le linee orizzontali ed ordinate che contrastano con le calze a rete strappate portate sia sulle gambe che sulle braccia.

#### Contaminazionegoth-post punkcolglam rocked evoluzionegoth'n roll
Lo stile  gothic-post punk  viene ulteriormente rinvigorito dalle influenze del glam rock che introduce elementi legati all'androginia: il trucco e le gonne per gli uomini, abiti maschili come gessati, gilet, o pantaloni dal taglio maschile, per le donne. Le stesse influenze glam rock apportano una teatralità del trucco e spingendo all'uso di accessori esuberanti.

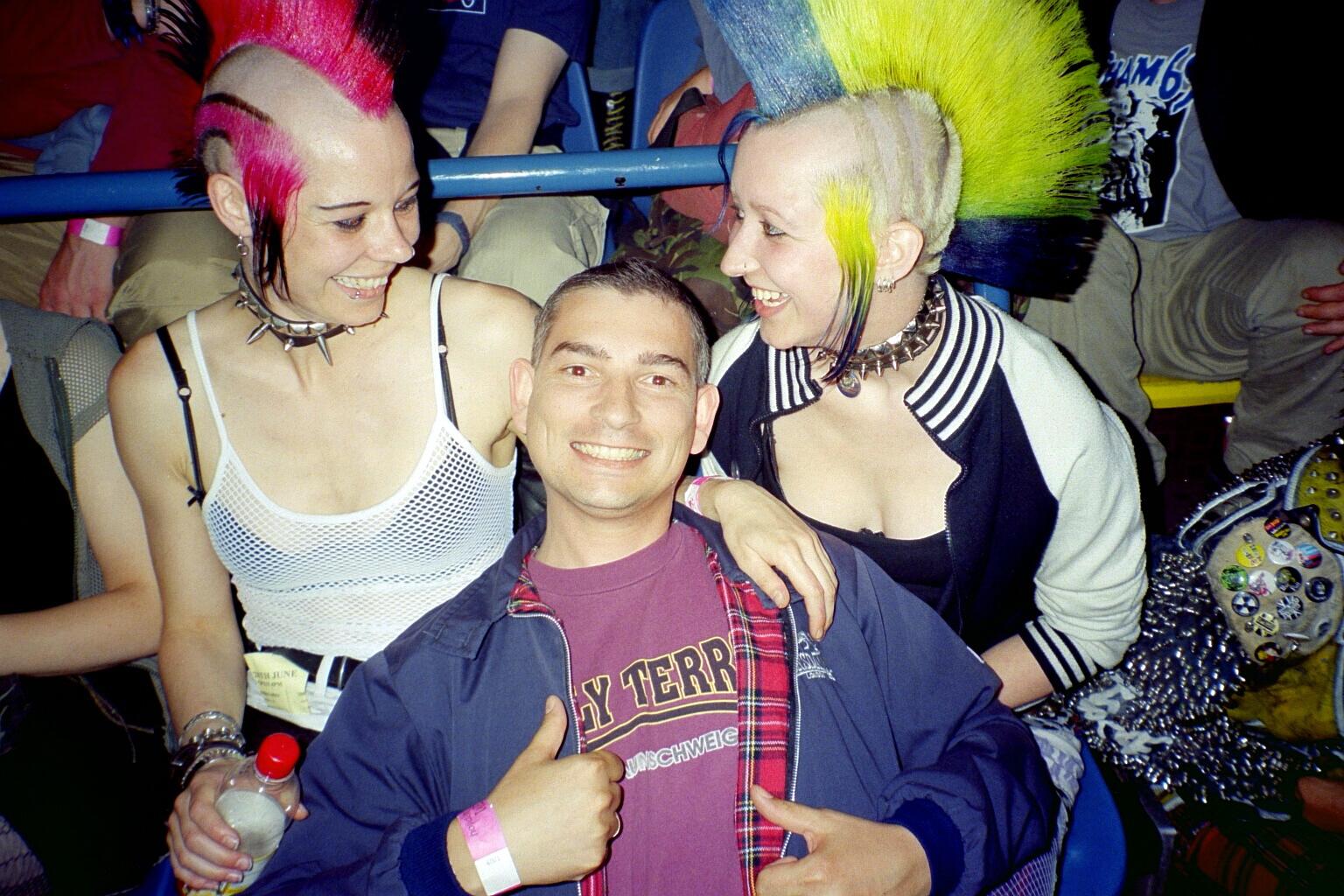
Esempi di acconciature post-punk.
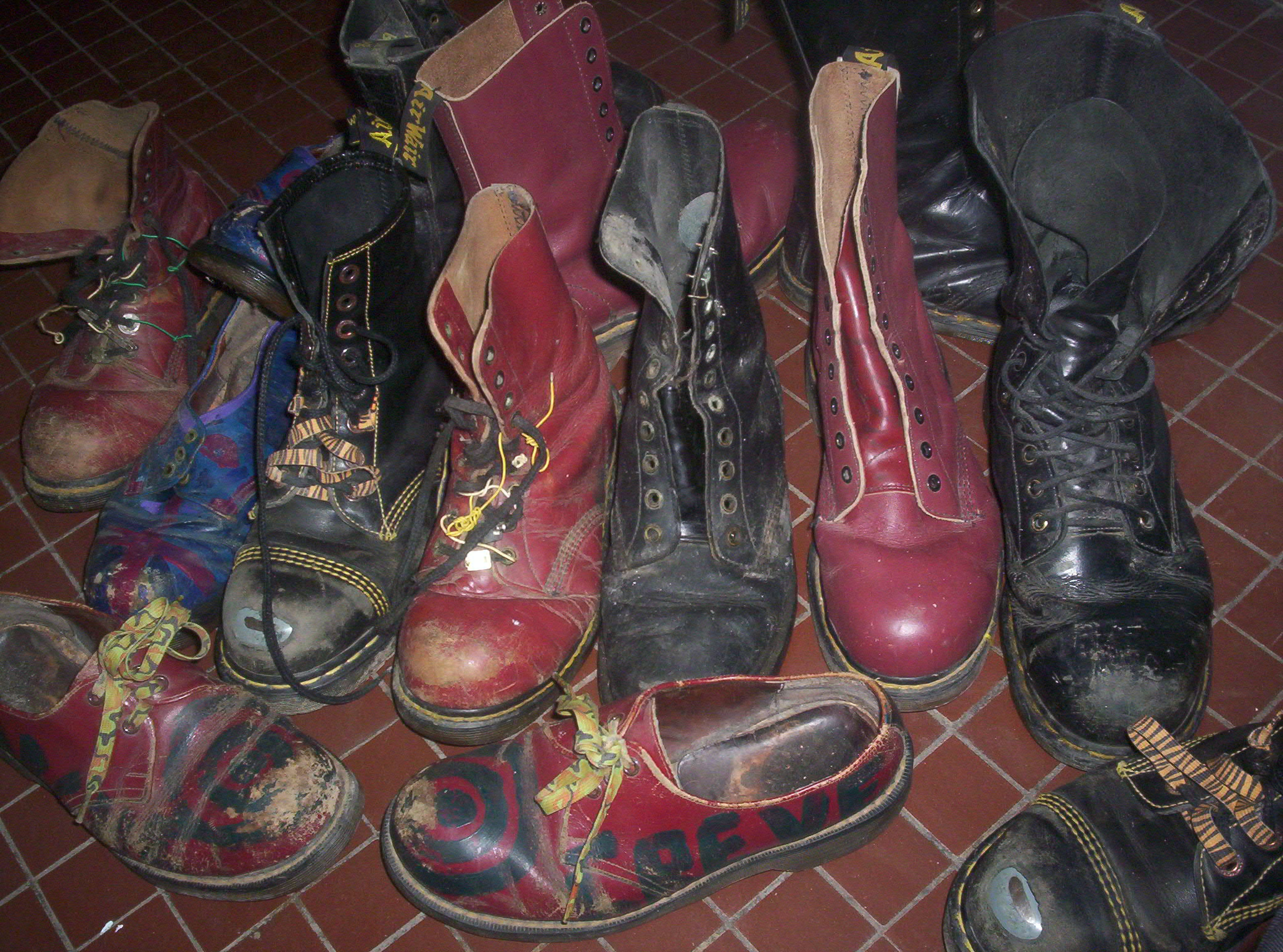
Vari tipi di Dr. Martens.
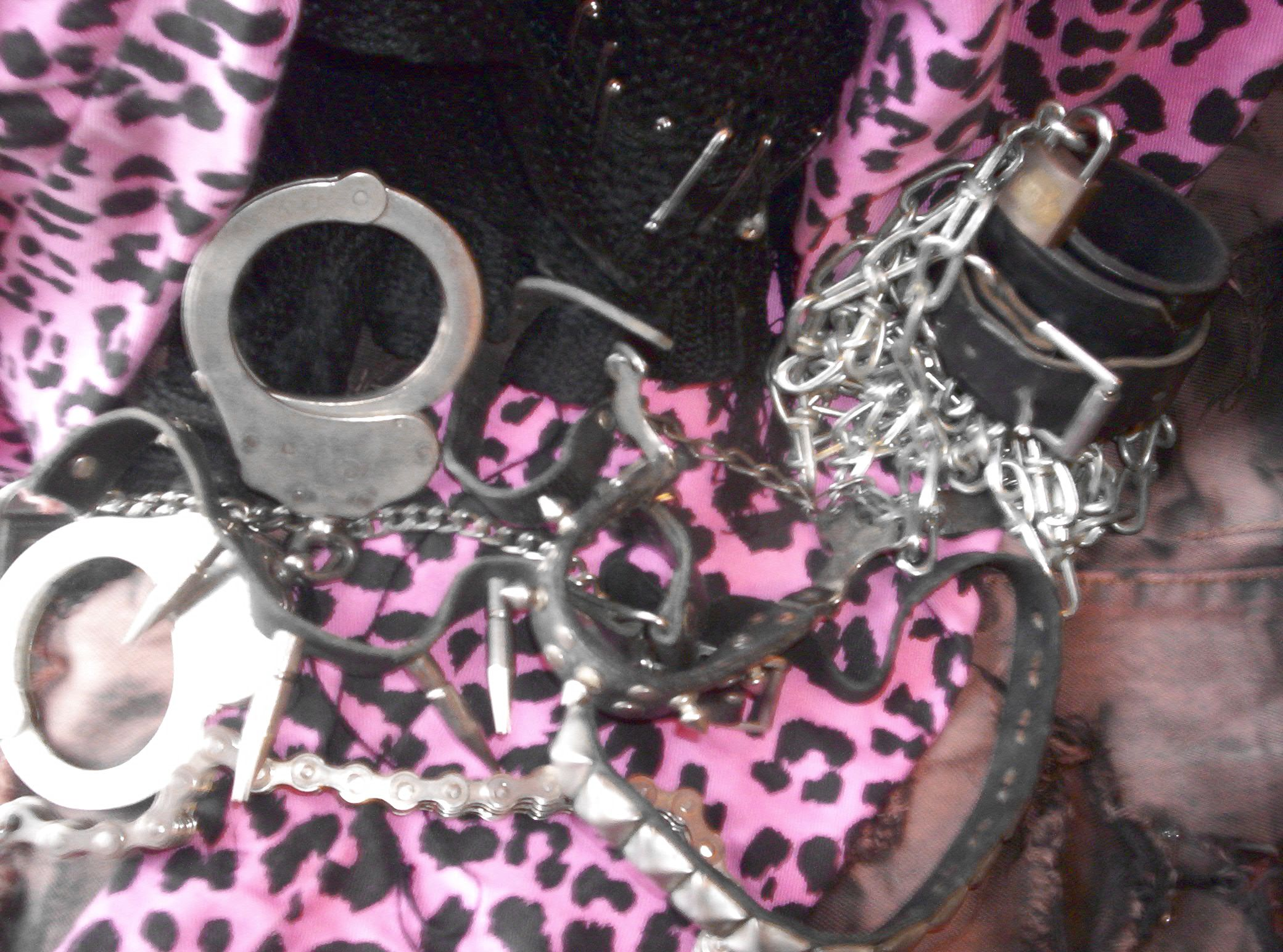
Accessori tipicamente punk o post-punk.
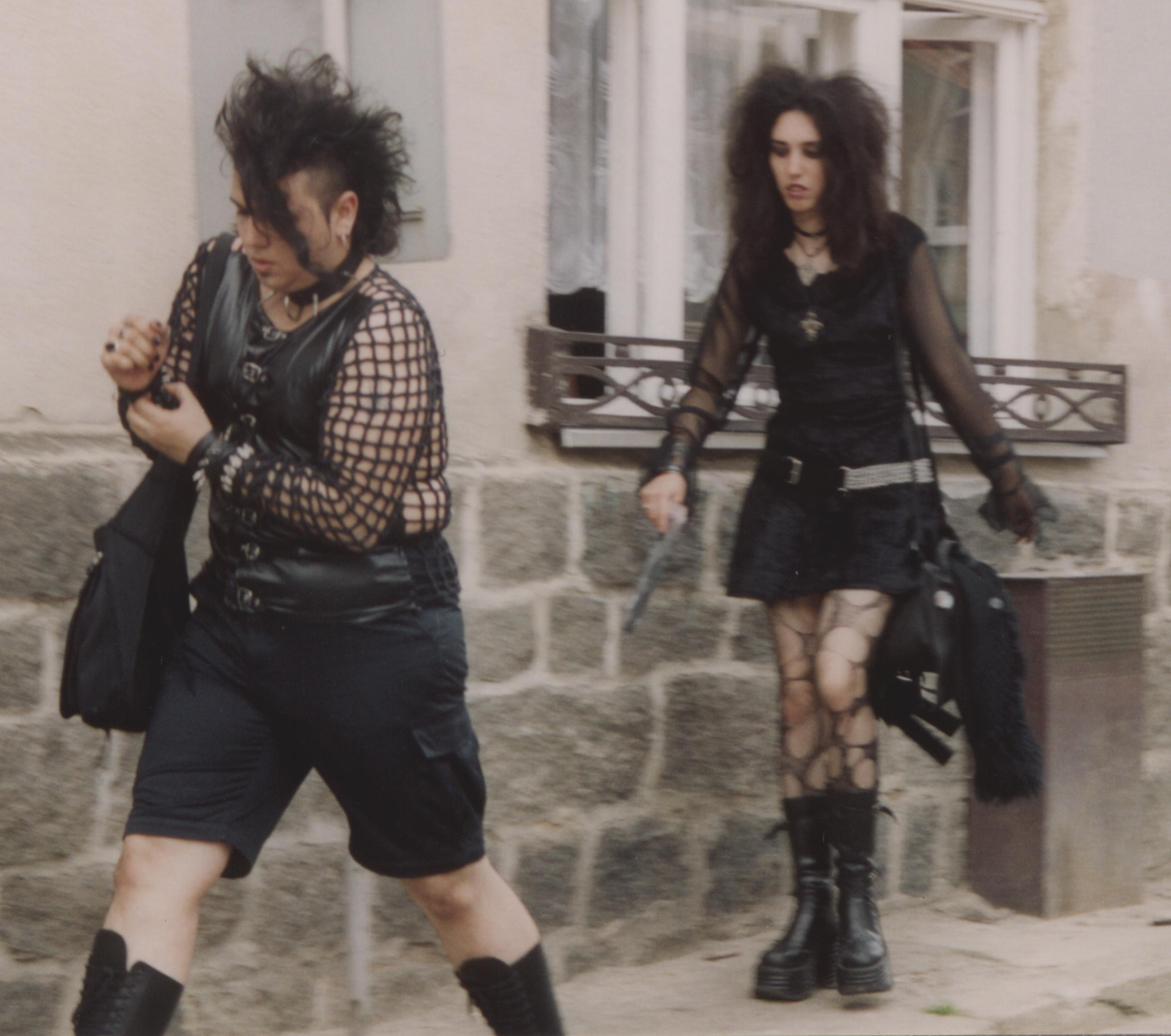
Lo stile gothic punk.

### Romantic gothche si rifà al filone musicale ispirato allaletteratura gotica
Negli anni 90, soprattutto in Scandinavia e nei Paesi Bassi, iniziano ad emergere artisti e gruppi che traevano ispirazione dalle caratteristiche della  letteratura gotica. La musica è contraddistinta da una voce femminile soave, solitamente d'opera e da un notevole utilizzo di archi e di altri strumenti classici che creano un contrasto tra atmosfere dolci, sognanti ma allo stesso tempo oscure, quasi come stare ad indicare un'inquietudine interiore. Una musica caratterizzata da temi romantici, passionali, ma anche macabri, fantastici, malinconici ed intimisti (Dargaard, Ataraxia, Dark Sanctuary...).
E sono proprio molte di queste cantanti che con il loro lookmolto curato e raffinato lanciarono al grande pubblico la moda romantic-goth. Un modo di apparire talvolta quasi complicato che vorrebbe mettere in risalto la delicatezza e profondità d'animo, la passione e l'inquietudine interiore che questo tipo di musica vuol far percepire.

#### ModaRomantic Gothfemminile
Per rendere l'idea questo abbigliamento prende ispirazione da riferimenti ed influenze storico-culturali, soprattutto dal periodo romantico del XIX secolo, in particolare dall'età vittoriana e dalla moda vittoriana. È uno stile molto elegante e barocco che introduce l'uso dei lacci e di meccanismi complicati per la vestizione, come corsetti o vestiti multistrato. Molte varianti della moda gotica ricorrono ad alcuni lati di questo stile classico. Il colore predominante è sicuramente il nero, ma anche il bordeaux, il viola, il grigio, il bianco e il blu sono in voga.
Nel caso della moda vittoriana, le gonne e i corsetti (specie per i goth che praticano il tightlacing) hanno un peso particolare; le gonne, sono ampie, stratificate, lunghe, a volte addirittura fino a terra e terminano spesso in una serie di merletti e pizzi o crinolina. Alla gonna questo stile può abbinare un corsetto oppure uno stringivita, anch'esso munito di vistosi merletti, oppure delle camicie molto castigate ma allo stesso tempo scollate o addirittura a rete, così come le calze tipicamente abbinate. Le scarpe possono essere classici stivali goth, ma anche stivaletti con chiusura a laccio, tipici dell'epoca vittoriana e dei primi del Novecento come scarpe da can-can; oppure ancora, calzature Demonia.
Oltre che all'età vittoriana, si trovano a volte pure riferimenti al medioevali e rinascimentali. Gli elementi di fondo sono quelli della moda vittoriana, ma con un uso più massiccio del metallo ed un uso meno castigato e netto dei colori. Altri dettagli comuni sono pressoché impossibili da definire, dato che gli stili si compenetrano, unendo Medioevo, epoca vittoriana e Rinascimento in un tutt'uno, creando una serie di anacronismi e derivazioni storiche di difficile definibilità. Da menzionare, tra tutti, c'è il cosiddetto mopey goth, uno stile molto stravagante del romantic goth medievale, facilmente riconoscibile dalle grandi camicie con gale e fronzoli per gli uomini e lunghi vestiti per le donne, un trucco elaborato e degli accessori che sfiorano il camp e il ridicolo.

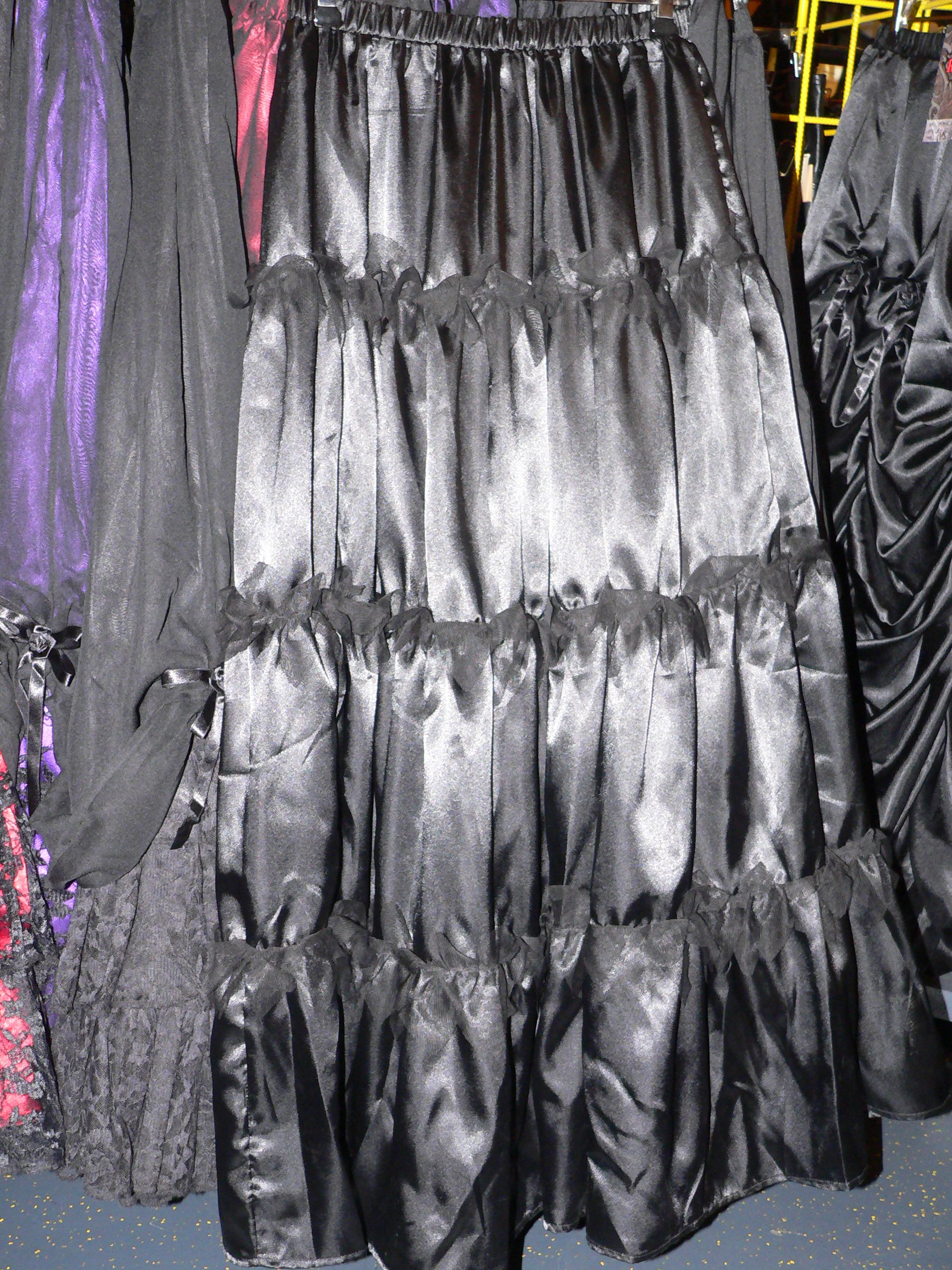
Una gonna gotico-vittoriana.
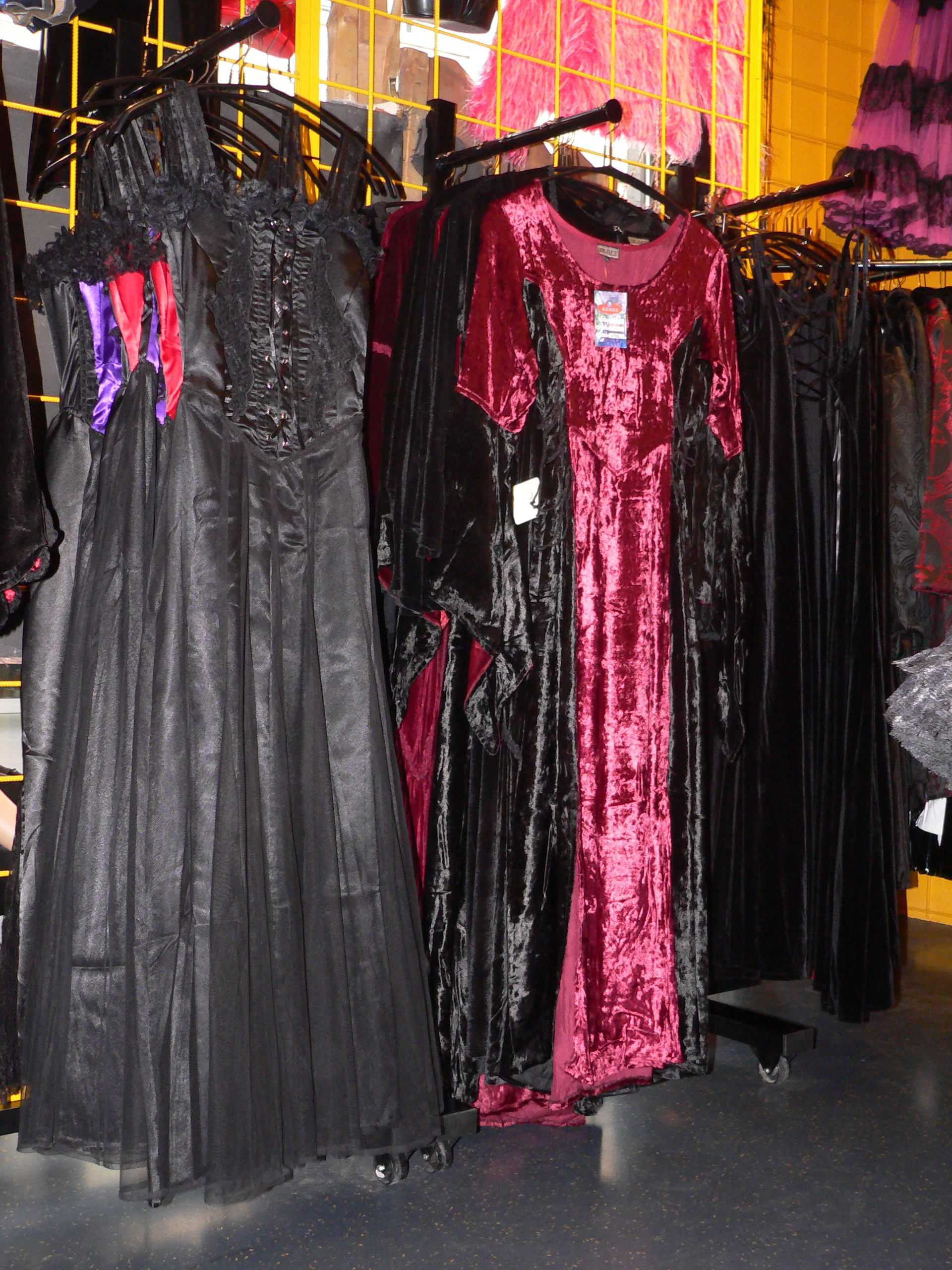
Serie di vestiti vittoriani, medioevali e rinascimentali.
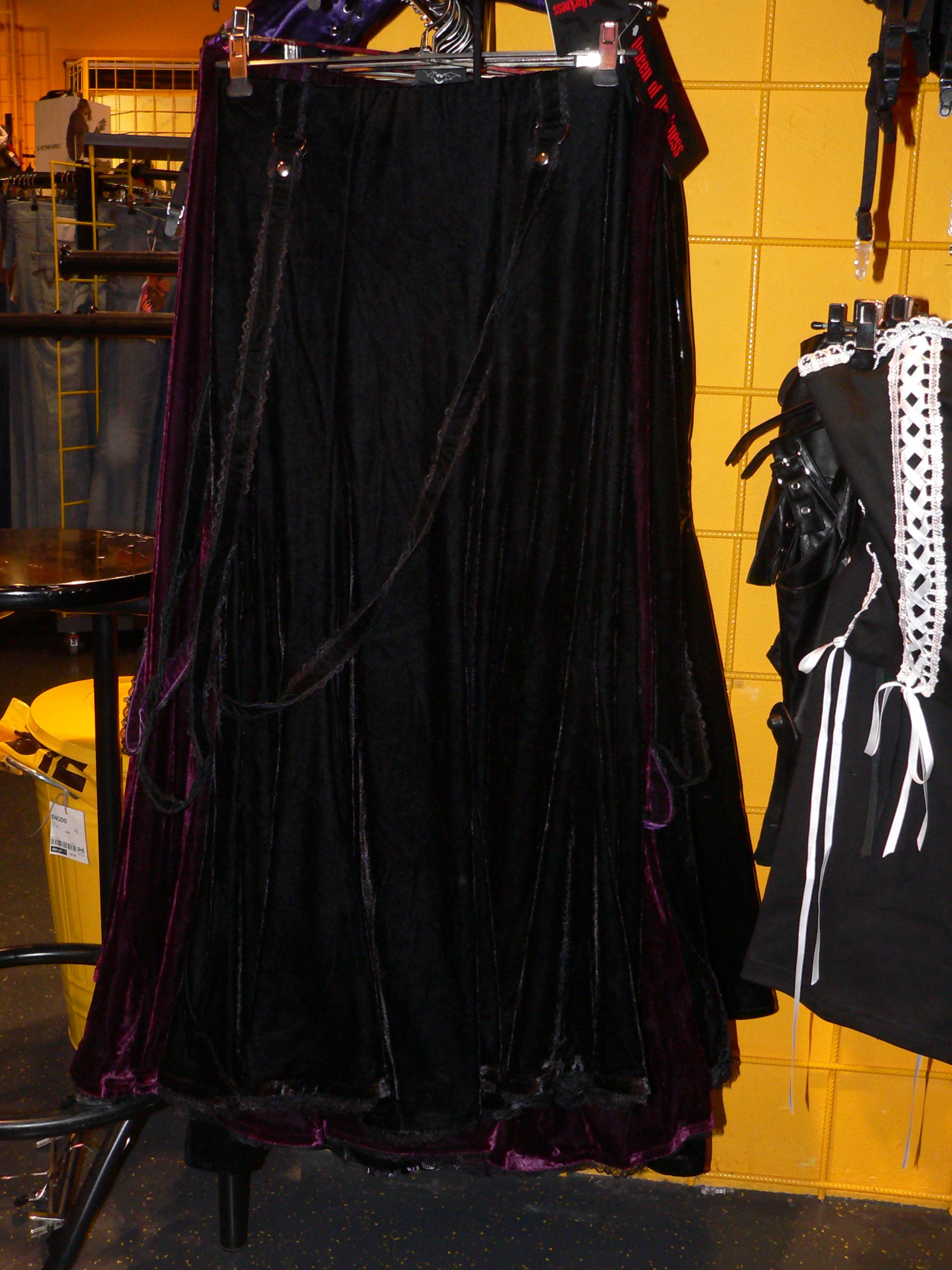
Gonna medioevale-rinascimentale.

#### ModaRomantic Gothmaschile
Per l'uomo, ci sono tre prototipi rilevanti nell'ambito di questa scena gothic: elegant goth, goth metal e vampire goth.

##### Primo prototipo: modaelegant goth
Il primo è quello dandy, corretto e rivisto in chiave goth: cappotti e mantelli, magrissimo, viso pallido e occhi truccati con matita nera, camicia come con dei drappelli come quelle vestite da Lord Byron, possono rendere l'idea.

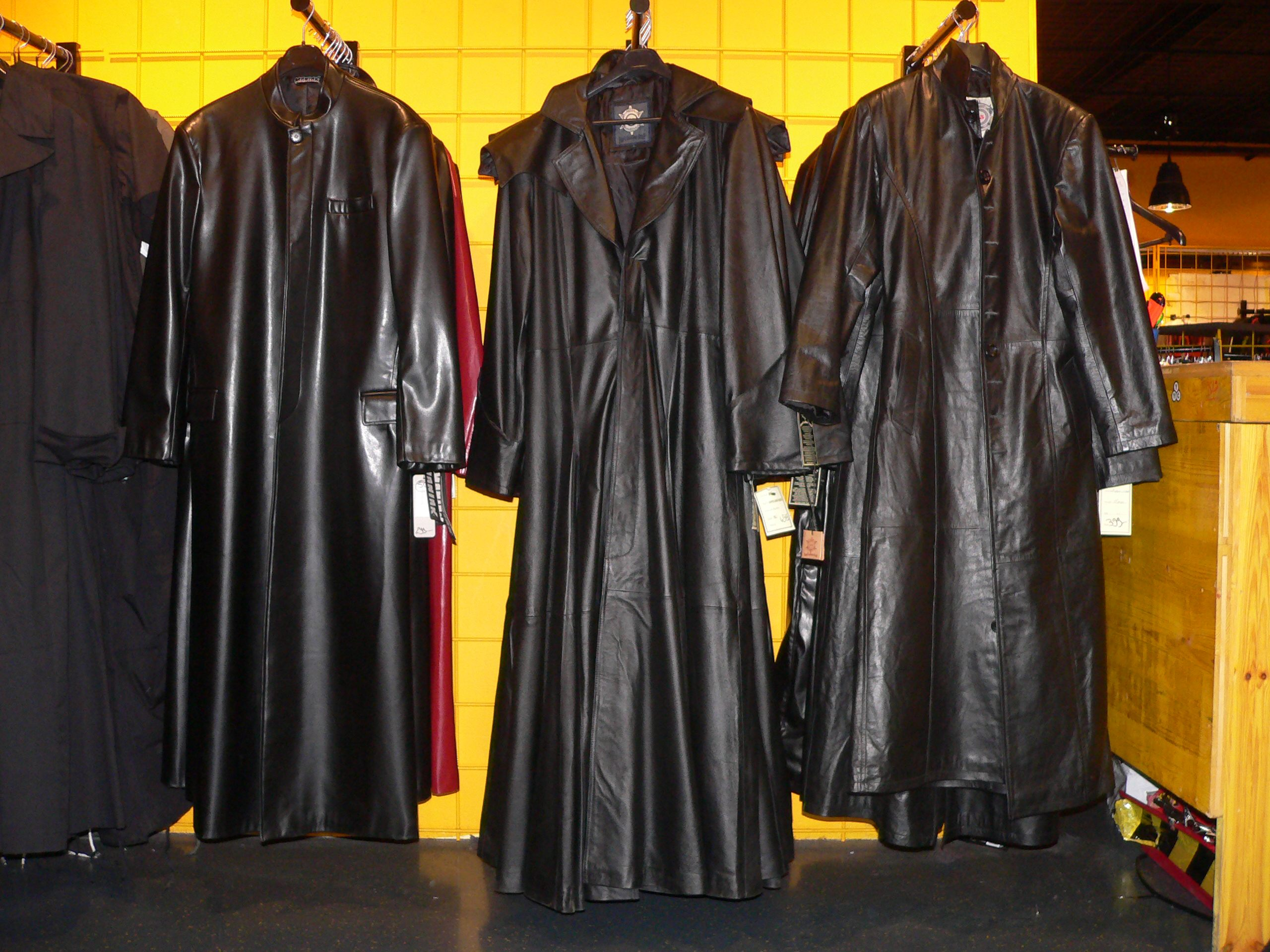
Un esempio dell'influenza del film Matrix

##### Terzo prototipo: ilVampire Goth
Nella letteratura gotica un tema molto rilevante è quello del vampiro (sviluppato e reso famoso nel romanzo di Bram Stoker).
In questo sottogenere quindi l'influenza deriva sempre dalla letteratura gotica, ma la musica si sposta dal gothic con voce femminile. 
La moda maschile si può dire che è una fusione tra i primi due prototipi del romantic goth con l'aggiunta di elementi come un fondotinta bianco, ampi mantelli, lenti a contatto di colori non naturali, protesi dentarie e molti elementi di pelle nera o latex.
Questo stile fa un uso parsimonioso del colore: oltre al nero infatti si trovano quasi soltanto dettagli viola, bianchi o rosso scarlatto, in riferimento alla morte, questi stessi elementi sono condivisi, anche per la moda femminile, ad eccezione (ma non sempre) degli ampi mantelli e con l'uso frequente di abiti neri lunghi fino alle caviglie.
Oltre al vampiro, altre figure rilevanti come fonte d'ispirazione, sono fate e angeli. Comuni sono infatti diademi o ali, usate come accessorio. Possono essere di tutti i colori, anche se sono spesso nere.

### Goth Esoteric
È una moda che si ispira a tutto quel tipo di musica che è caratterizzato da atmosfere oscure, misteriose, horrorifiche con temi incentrati sul paranormale, e che, a volte, si rifanno a religioni neopagane come la wicca.
La maggior parte di questa corrente musicale è formata da artisti in ambito  (come Dark ambient (come i Nox Arcana).
Per fare un esempio della moda femminile basta immaginare la figura di Morticia celebre personaggio della famiglia Addams.

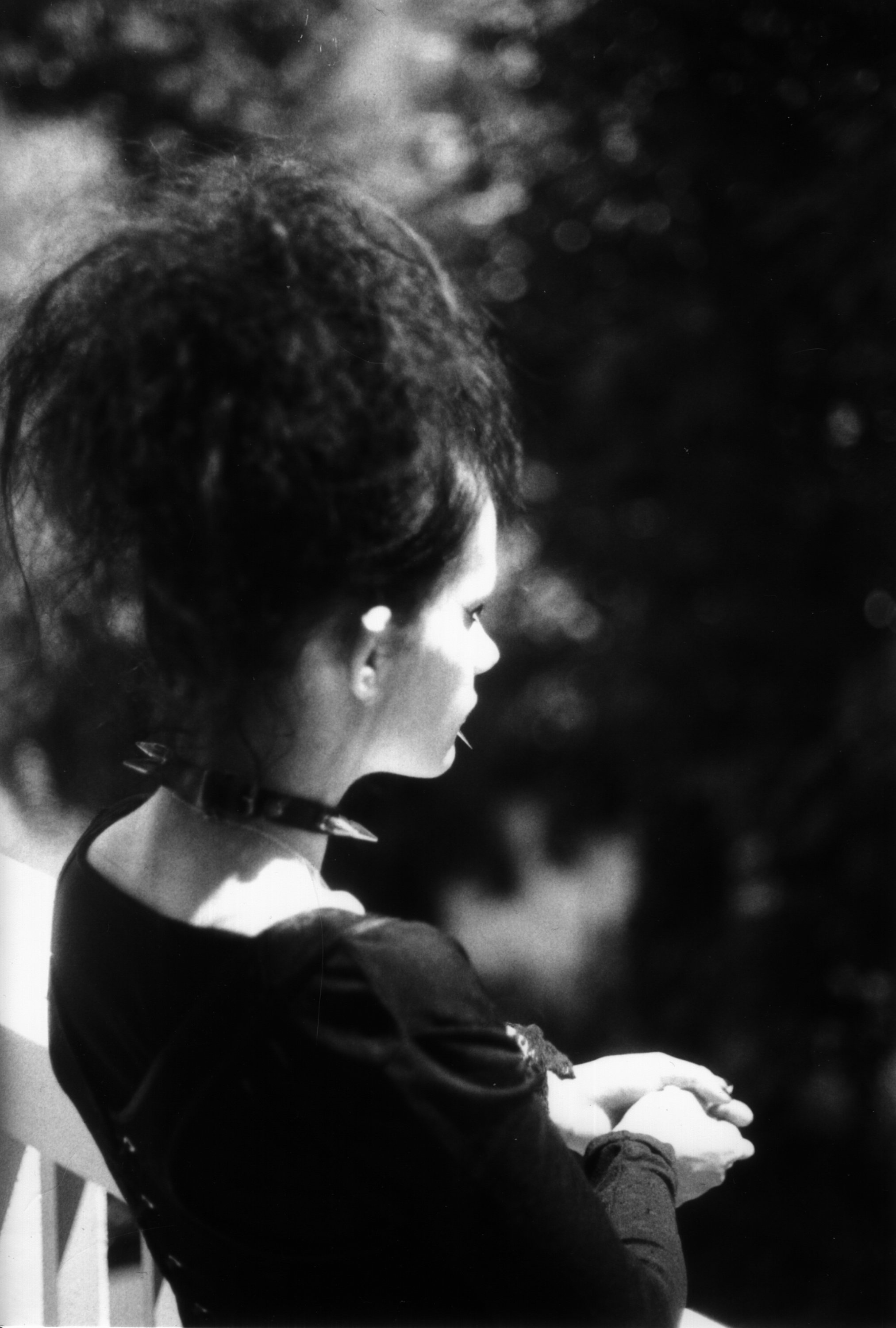
Donna gotica, stile Goth esoteric con borchie e piercing.

### Fetish goth
Il fetish goth è uno stile basato sull'estetica feticista e BDSM, oltre che su quella goth. L'ispirazione maggiore deriva dalla scena goth tedesca: gruppi come Lacrimosa sono stati tra i primi a mettere in risalto elementi fetish (1990). Elementi che sono aumentati nel 1994 con Anne Nurmi, fidanzata di Tilo Wolf. Alcuni fetish goth praticano BDSM ma la maggior parte utilizza accessori e capi fetish soltanto come moda e/o fattore estetico. Nell'abbigliamento prevalgono sicuramente capi in PVC, gomma, latex, tutti materiali che aderiscono come una seconda pelle. Il colore è quasi sempre nero, salvo per capi elaborati come corsetti, dove si possono trovare anche altri colori. Sono comuni accessori usati nel bondage, come frustini, flogger, manette, catene e lacci. Sono inoltre correnti piercing e tatuaggi.
Altre caratteristiche distintive sono gli stivali e i guanti, anch'essi spesso in materiale aderente e lucido ed elementi in metallo, come borchie o collari, anche costrittivi. Una menzione a parte la merita l'uso del corsetto, in quest'ambito spesso riconducibile al tightlacing.
Si osserva che i fetish goth ascoltano un tipo di musica goth molto oscuro, sensuale e con molti rimandi all'erotismo e alla passione (basta pensare ai Lacrimosa col video di Allein zu Zweit).
Esistono però tipi di abbigliamento derivati da altri tipi di feticismo, poi modificati per via dell'unione alla moda gotica; ad esempio la moda burlesque, oppure costumi che caratterizzano un'occupazione precisa, come l'uniforme scolastica o la divisa da cameriera.

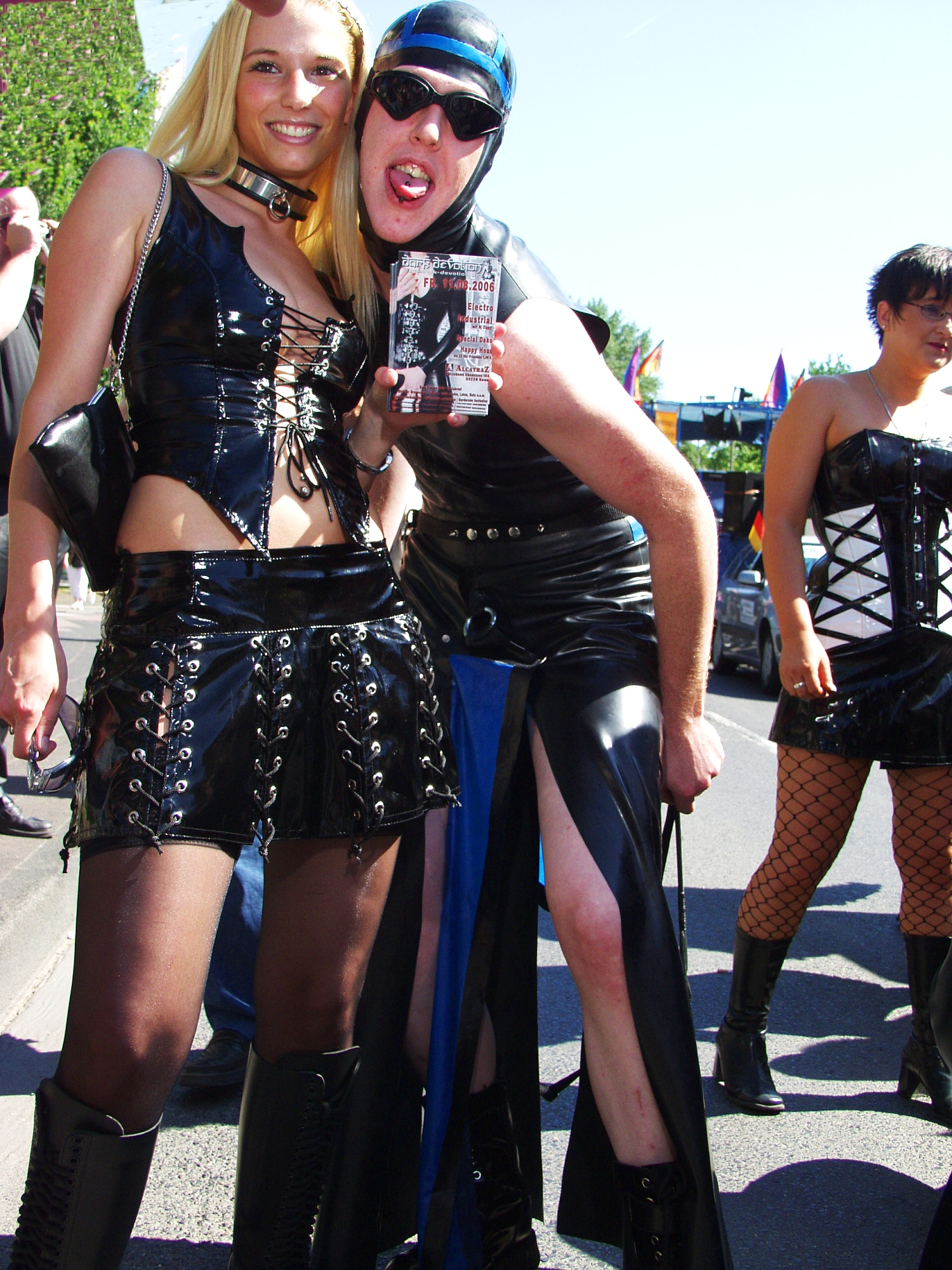
Lacci e pelle, tipici della moda fetishgoth.
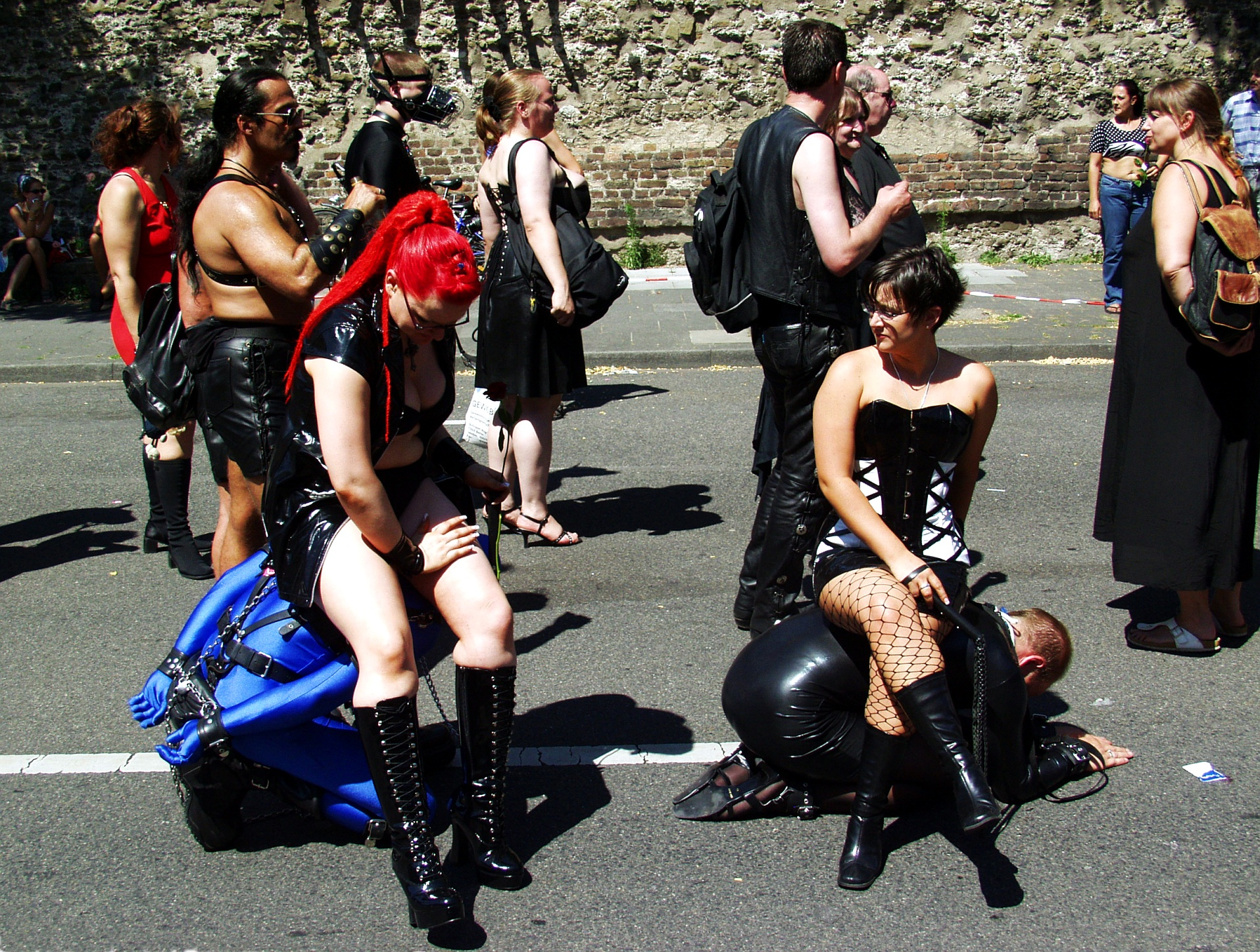
A destra, un tipico corsetto fetish di chiara derivazione goth.
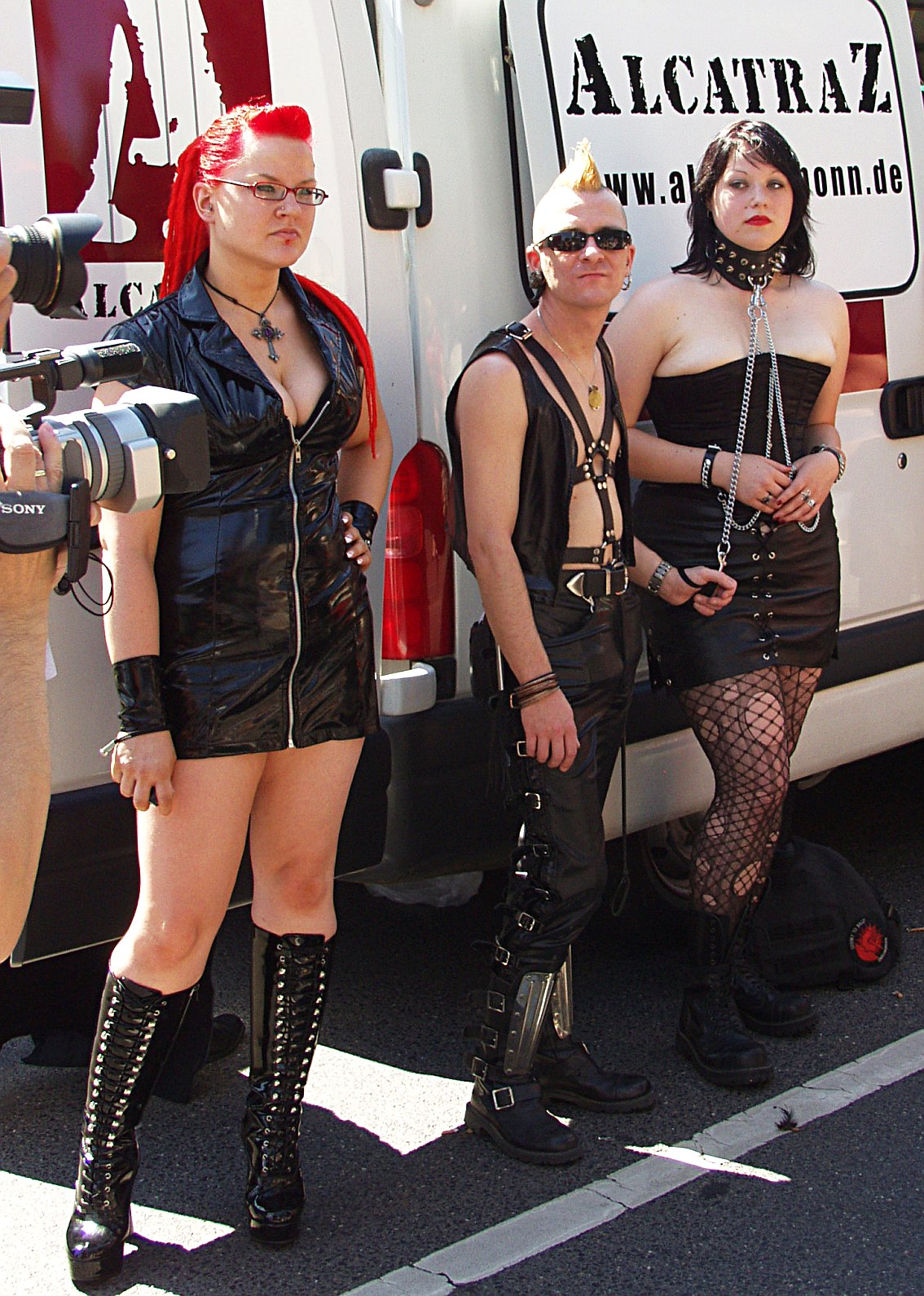
Tre tipi di fetishgoth.

### Cybergoth
Mentre lo stile romantic goth è improntato sulla storicità della moda, lo stile cybergoth o cyber-goth ha come tema principale, oltre a quello goth, quello della modernità, del futurismo e della tecnologia, derivato dallo stile e musica cyber. Si ha un uso della plastica, unita al metallo, usata in una sorta di magliette-corazze e accessori. Il colore di sfondo è, come da tradizione, il nero ma sono comuni colori fluorescenti, che vengono usati soprattutto nei dettagli; colori che vanno dal giallo all'arancione, al rosso, al blu, al verde. L'abbigliamento cybergoth è musicalmente influenzato dalla corrente industrial metal; riferimenti a queste sottoculture sono infatti numerosi, da magliette con inserti elettronici luminosi a dettagli in silicone fluorescente. Anche i capelli possono avere colori cangianti e/o fluorescenti, così come numerosi accessori, come i lightstick sotto forma di collane o bracciali, che al buio contribuiscono a creare coreografie d'impatto. Un altro materiale usato è il vinile, sia per gli abiti che per extension per i capelli, con cui talvolta vengono creati dreadlocks multicolore.
Esiste poi il sottogenere perky goth, con cui si indica sia l'abbigliamento, che chi ne fa parte. I perky goth sono dei goth solari, alcuni dicono iperattivi. Le loro fattezze estetiche sono più o meno quelle cybergoth ma con più sobrietà di fondo. Il loro vestiario in genere comprende un dettaglio allegro, spesso un accessorio, come uno zainetto a forma di pupazzo o un personaggio manga di peluche.

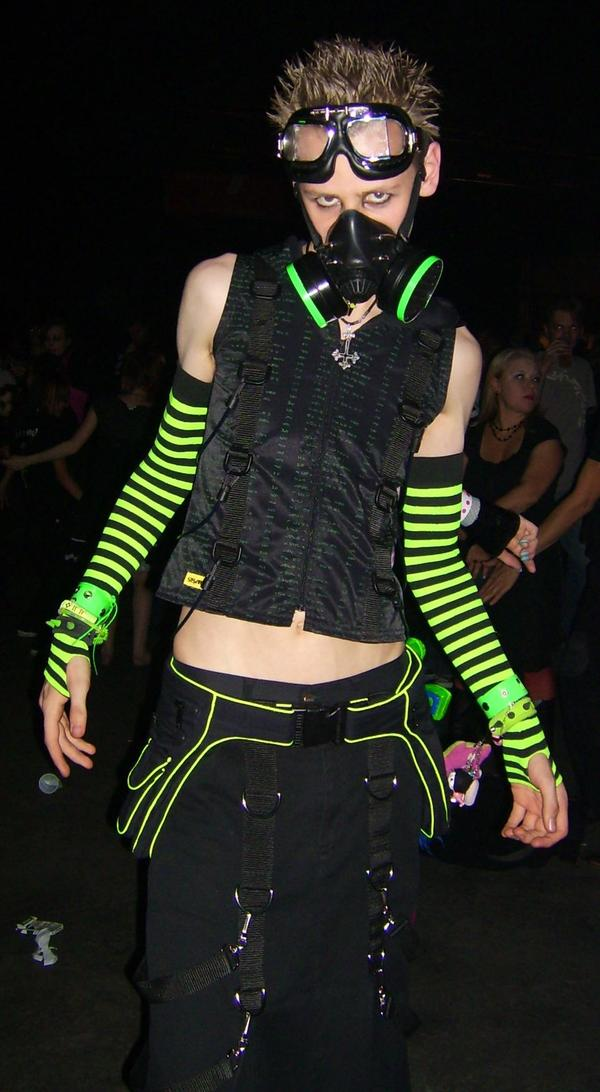
Cybergoth a Berlino.
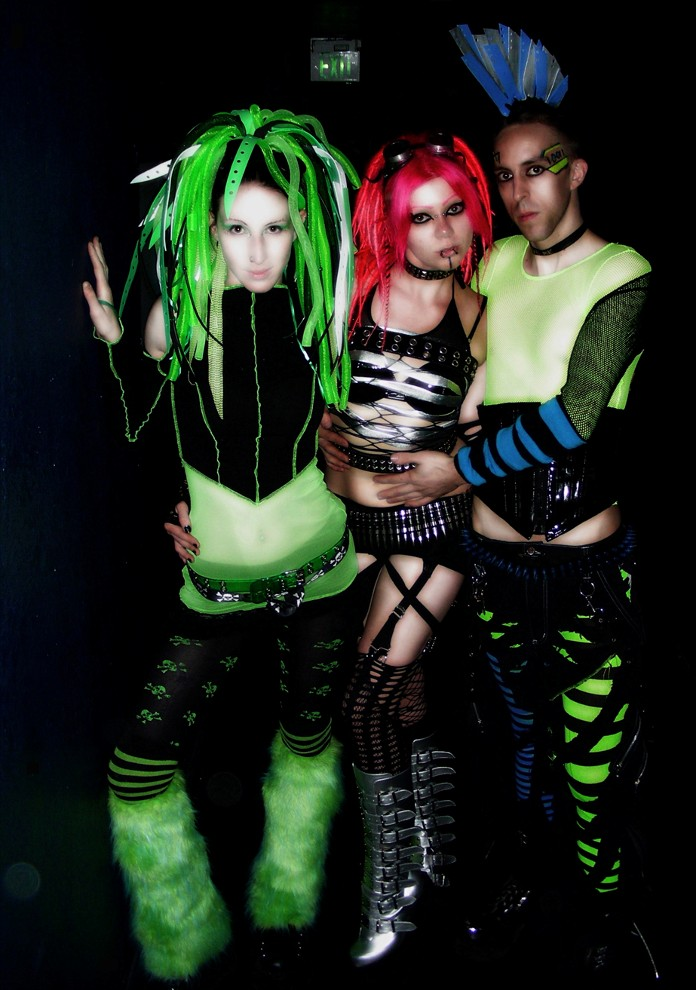
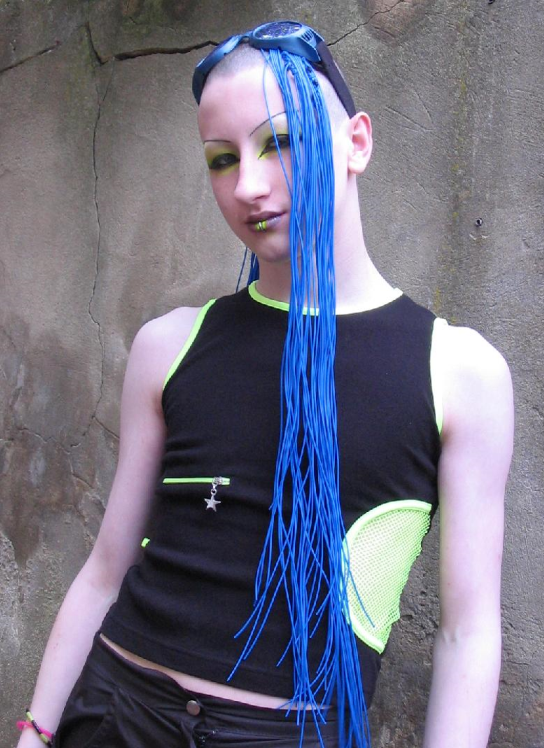
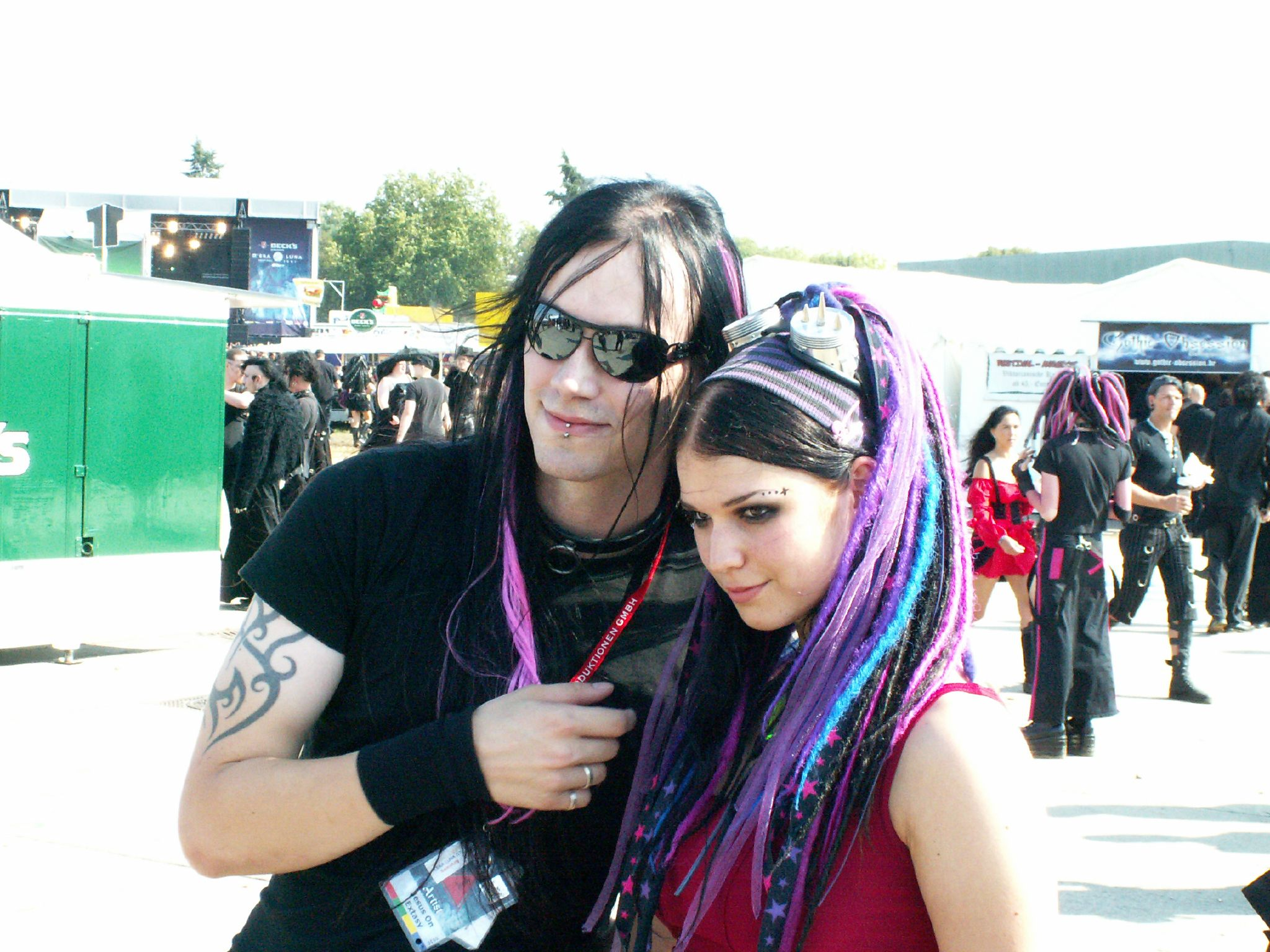

### Gothic Lolita
In Giappone, lo stilista giapponese Mana (ed anche chitarrista della gothic band nipponica Moi dix Mois) fuse
elementi della moda romantic goth femminile con la moda Lolita: nacque così la moda gothic lolita.
Rispetto alla moda romantic goth viene data più enfasi alle decorazioni con accessori che ricordano l'epoca vittoriana, gli ombrellini in pizzo, i guanti, i manicotti, ventagli, gioielli di argento, capelli tinti di vari colori e fondotinta bianco in modo da rendere molto pallidi visi. Inoltre viene enfatizzata anche l'aspetto più "infantile"  degli abiti, per le forme, per i ricami, le stampe e l'utilizzo di pizzi e fiocchi, anche se talvolta la componente infantile cede il posto ad una raffinatezza composta proprio per esaltare la duplice natura "adulta e bambina".

### Gothic Aristocrat
La moda Gothic Aristocrat è un tipo di moda nato in Giappone dal musicista e stilista Mana per il suo marchio Moi-même-Moitié fondendo la moda aristocratica e la moda gotica.
Lo stile del Gothic Aristocrat si basa sul concetto di androginia e a volte mira a comporre mise identiche sia per uomo che per donna. Solitamente si limita all'uso di colori come il nero, il bianco e toni scuri in generale (soprattutto del blu e viola, favoriti da Mana), fondando l'immagine sull'eleganza, sulla semplicità e sulla linearità.
Sono ovviamente comuni accessori che ricordano uno stile aristocratico e in parte vittoriano, come cilindri e bombette, bastoni da passeggio eleganti, ombrelli particolari, cravatte. Gli abiti hanno un taglio classico, i cappotti, spesso lunghi fino ai piedi, hanno una forma lineare, ordinata, le gonne sono lunghe e larghe, spesso a pieghe, ma risultano compatte e sobrie. Nell'abbigliamento femminile sono talvolta comuni veri corsetti.